# Danh sách cầu thủ tham dự Cúp bóng đá châu Á 1984
Đây là các đội hình tham dự Cúp bóng đá châu Á 1984.

## Bảng A

### Kuwait
Huấn luyện viên:  Antônio Lopes

| Số | VT | Cầu thủ               | Ngày sinh (tuổi)            | Trận | Bàn | Câu lạc bộ  |
| -- | -- | --------------------- | --------------------------- | ---- | --- | ----------- |
| 1  | TM | Khaled Al-Shemmari    |                             |      |     |             |
| 2  | HV | Naeem Saad Mubarak    | 1 tháng 10, 1957 (27 tuổi)  |      |     | Al-Tadamon  |
| 3  | HV | Mahboub Jumaa Mubarak | 17 tháng 9, 1955 (29 tuổi)  |      |     | Al-Salmiya  |
| 4  | HV | Jamal Al-Qabandi      | 7 tháng 4, 1959 (25 tuổi)   |      |     | Kazma       |
| 5  | HV | Waleed Al-Mubarak     | 18 tháng 11, 1959 (25 tuổi) |      |     | Kuwait Army |
| 6  | TĐ | Abdulaziz Al-Buloushi | 4 tháng 12, 1962 (21 tuổi)  |      |     | Al-Arabi    |
| 7  | TV | Abdullah Al-Shemmari  |                             |      |     |             |
| 8  | TV | Abdullah Al-Buloushi  | 16 tháng 2, 1960 (24 tuổi)  |      |     | Al-Arabi    |
| 11 | TĐ | Amer Al-Amer          |                             |      |     |             |
| 12 | TV | Yusuf Al-Suwayed      | 20 tháng 9, 1958 (26 tuổi)  |      |     | Kazma       |
| 14 | HV | Hamoud Al-Shemmari    | 26 tháng 9, 1960 (24 tuổi)  |      |     | Kazma       |
| 15 | HV | Sami Al-Hashash       | 15 tháng 9, 1959 (25 tuổi)  |      |     | Al-Arabi    |
| 16 | TĐ | Faisal Al-Dakheel     | 13 tháng 8, 1957 (27 tuổi)  |      |     | Al-Qadisiya |
| 17 | TV | Majed Sultan Suleiman |                             |      |     |             |
| 18 | TV | Mohammed Ahmad Karam  | 1 tháng 1, 1955 (29 tuổi)   |      |     | Al-Arabi    |
| 20 | TĐ | Moayyad Al-Haddad     | 3 tháng 3, 1960 (24 tuổi)   |      |     | Khaitan     |
| 22 | TM | Samir Said            |                             |      |     | Al-Arabi    |
| 23 | TM | Mutair Mutair         |                             |      |     |             |

### Qatar
Huấn luyện viên:  Ronald de Carvalho

| Số | VT | Cầu thủ                 | Ngày sinh (tuổi)            | Trận | Bàn | Câu lạc bộ |
| -- | -- | ----------------------- | --------------------------- | ---- | --- | ---------- |
| 1  | TM | Younes Ahmed            | 17 tháng 7, 1963 (21 tuổi)  |      |     | Al Rayyan  |
| 2  | HV | Mohammed Al-Sowaidi     | 25 tháng 6, 1962 (22 tuổi)  |      |     | Al Rayyan  |
| 3  | HV | Majed Maayouf           | 4 tháng 10, 1961 (23 tuổi)  |      |     |            |
| 4  | HV | Abdullah Al-Edan        |                             |      |     |            |
| 5  | TĐ | Mubarak Anber           | 1 tháng 1, 1954 (30 tuổi)   |      |     | Al Sadd    |
| 6  | HV | Ibrahim Al-Rumahi       |                             |      |     | Al Ahli    |
| 7  | TV | Mohamed Saeed Afifa     | 6 tháng 12, 1962 (21 tuổi)  |      |     | Al Rayyan  |
| 8  | TV | Mohammed Al Ammari      | 10 tháng 12, 1965 (18 tuổi) |      |     | Al Sadd    |
| 9  | TĐ | Man'a Al-Barshi         |                             |      |     |            |
| 10 | TV | Mubarak Salem Al-Khater | 8 tháng 1, 1966 (18 tuổi)   |      |     | Al Wakrah  |
| 11 | TĐ | Salah Eid               |                             |      |     | Al Shamal  |
| 12 | TV | Ali Zaid                | 21 tháng 4, 1962 (22 tuổi)  |      |     | Al Arabi   |
| 13 | TĐ | Mohammed Al-Mohanadi    |                             |      |     |            |
| 14 | TV | Ibrahim Khalfan         | 25 tháng 11, 1961 (23 tuổi) |      |     | Al Arabi   |
| 15 | TV | Mansoor Muftah          | 1 tháng 1, 1955 (29 tuổi)   |      |     | Al Rayyan  |
| 16 | TĐ | Khalid Salman           |                             |      |     | Al Sadd    |
| 17 | HV | Issa Al-Mohammadi       | 19 tháng 12, 1963 (20 tuổi) |      |     |            |
| 18 | TM | Sami Mohamed Wafa       |                             |      |     | Al Sadd    |

### Ả Rập Xê Út
Huấn luyện viên: Khalil Al-Zayani

| Số | VT | Cầu thủ              | Ngày sinh (tuổi)            | Trận | Bàn | Câu lạc bộ |
| -- | -- | -------------------- | --------------------------- | ---- | --- | ---------- |
| 1  | TM | Abdullah Al-Deayea   | 1 tháng 12, 1961 (23 tuổi)  |      |     | Al-Ta'ee   |
| 2  | HV | Nasser Al-Meaweed    |                             |      |     |            |
| 3  | HV | Hussein Al-Bishi     | 13 tháng 11, 1966 (18 tuổi) |      |     |            |
| 4  | HV | Sameer Abdulshaker   | 20 tháng 5, 1960 (24 tuổi)  |      |     |            |
| 5  | HV | Saleh Nu'eimeh       | 1 tháng 1, 1959 (25 tuổi)   |      |     | Al-Hilal   |
| 6  | TV | Yahya Amer           |                             |      |     |            |
| 7  | TĐ | Shaye Al-Nafeesah    | 20 tháng 3, 1962 (22 tuổi)  |      |     | Al-Kawkab  |
| 8  | TĐ | Yousef Aboloya       |                             |      |     |            |
| 9  | TĐ | Majed Abdullah       | 1 tháng 11, 1959 (25 tuổi)  |      |     | Al-Nasr    |
| 10 | TV | Fahad Al-Musaibeah   | 4 tháng 4, 1961 (23 tuổi)   |      |     | Al-Hilal   |
| 11 | TĐ | Mohaisen Al-Jam'an   | 6 tháng 4, 1966 (18 tuổi)   |      |     | Al-Nasr    |
| 12 | TV | Yousef Anbar         |                             |      |     | Al-Ahli    |
| 13 | HV | Mohamed Abd Al-Jawad | 28 tháng 11, 1962 (22 tuổi) |      |     | Al-Ahli    |
| 14 | TV | Saleh Khalifa        | 2 tháng 5, 1954 (30 tuổi)   |      |     | Al-Ettifaq |
| 15 | HV | Salman Al-Dosari     | 10 tháng 11, 1963 (21 tuổi) |      |     |            |
| 16 | TĐ | Musaed Ibrahim       | 18 tháng 11, 1965 (19 tuổi) |      |     |            |
| 17 | TV | Bandar Al-Nakhli     |                             |      |     |            |
| 21 | TM | Mohammed Al-Husain   | 10 tháng 4, 1960 (24 tuổi)  |      |     |            |

### Hàn Quốc
Huấn luyện viên:  Moon Jung-Shik

| Số | VT | Cầu thủ         | Ngày sinh (tuổi)            | Trận | Bàn | Câu lạc bộ           |
| -- | -- | --------------- | --------------------------- | ---- | --- | -------------------- |
| 1  | TM | Choi In-Young   | 5 tháng 3, 1962 (22 tuổi)   |      |     | Hyundai Horangi      |
| 2  | HV | Park Kyung-Hoon | 19 tháng 1, 1961 (23 tuổi)  |      |     | POSCO Dolphins       |
| 3  | HV | Chung Jong-Soo  | 27 tháng 3, 1961 (23 tuổi)  |      |     | Yukong Elephants     |
| 4  | HV | Kim Pyung-Seok  | 22 tháng 9, 1958 (26 tuổi)  |      |     | Hyundai Horangi      |
| 5  | HV | Chung Yong-Hwan | 10 tháng 2, 1960 (24 tuổi)  |      |     | Daewoo Royals        |
| 6  | HV | Park Sung-Hwa   | 7 tháng 5, 1955 (29 tuổi)   |      |     | Hallelujah FC        |
| 7  | TV | Jang Jung       | 5 tháng 5, 1964 (20 tuổi)   |      |     | Ajou University      |
| 8  | TĐ | Lee Tae-Ho      | 29 tháng 1, 1961 (23 tuổi)  |      |     | Daewoo Royals        |
| 9  | TV | Huh Jung-Moo    | 13 tháng 1, 1955 (29 tuổi)  |      |     | Hyundai Horangi      |
| 10 | TĐ | Park Chang-Sun  | 2 tháng 2, 1954 (30 tuổi)   |      |     | Daewoo Royals        |
| 11 | TV | Lee Gang-Jo     | 27 tháng 10, 1954 (30 tuổi) |      |     | Yukong Elephants     |
| 12 | TV | Lee Boo-Yeol    | 16 tháng 10, 1958 (26 tuổi) |      |     | Kookmin Bank FC      |
| 13 | TĐ | Choi Jin-Han    | 22 tháng 6, 1966 (18 tuổi)  |      |     | Myongji University   |
| 14 | TĐ | Byun Byung-Joo  | 26 tháng 4, 1961 (23 tuổi)  |      |     | Daewoo Royals        |
| 15 | HV | Yoo Byung-Ok    | 2 tháng 3, 1964 (20 tuổi)   |      |     | Hanyang University   |
| 16 | TĐ | Kim Seok-Won    | 7 tháng 11, 1961 (23 tuổi)  |      |     | Yukong Elephants     |
| 17 | TĐ | Choi Sang-Gook  | 15 tháng 2, 1961 (23 tuổi)  |      |     | POSCO Dolphins       |
| 18 | TĐ | Choi Gwang-Ji   | 5 tháng 6, 1963 (21 tuổi)   |      |     | Kwangwoon University |
| 20 | TV | Wang Sun-Jae    | 16 tháng 3, 1959 (25 tuổi)  |      |     | Hanil Bank FC        |
| 21 | TM | Chung Ki-Dong   | 13 tháng 5, 1961 (23 tuổi)  |      |     | POSCO Dolphins       |

### Syria
Huấn luyện viên: Avedis Kavlakian

| Số | VT | Cầu thủ               | Ngày sinh (tuổi)           | Trận | Bàn | Câu lạc bộ |
| -- | -- | --------------------- | -------------------------- | ---- | --- | ---------- |
| 1  | TM | Samir Layla           |                            |      |     |            |
| 2  | HV | Raghed Khalil         |                            |      |     |            |
| 3  | HV | Mohammed Dahman       | 8 tháng 5, 1959 (25 tuổi)  |      |     |            |
| 4  | TV | George Khouri         | 1962 (age 22)              |      |     | Al-Jaish   |
| 5  | HV | Essam Mahrous         |                            |      |     |            |
| 6  | TĐ | Waleed Abou El-Sil    | 1963 (age 21)              |      |     |            |
| 7  | TV | Kevork Mardikian      | 24 tháng 7, 1954 (30 tuổi) |      |     |            |
| 8  | TV | Abdul Kader Kardaghli | 1 tháng 1, 1961 (23 tuổi)  |      |     | Tishreen   |
| 9  | TĐ | Fouad Aziz            |                            |      |     |            |
| 10 | TĐ | Marwan Madarati       | 18 tháng 3, 1959 (25 tuổi) |      |     | Al-Jaish   |
| 11 | TĐ | Essam Zeino           |                            |      |     |            |
| 12 | TV | Ahmad Darwish         |                            |      |     |            |
| 13 | TV | Husam Hourani         |                            |      |     |            |
| 14 | TV | Nabil El-Sibai        |                            |      |     |            |
| 15 | HV | Abdul Nafee Hamwieh   |                            |      |     |            |
| 16 | HV | Radwan Hassan         |                            |      |     |            |
| 17 | TĐ | Mouaffak Kanaan       |                            |      |     |            |
| 22 | TM | Malek Shakuhi         | 5 tháng 4, 1960 (24 tuổi)  |      |     | Al-Jaish   |

## Bảng B

### Trung Quốc
Huấn luyện viên: Zeng Xuelin

| Số | VT | Cầu thủ       | Ngày sinh (tuổi)            | Trận | Bàn | Câu lạc bộ   |
| -- | -- | ------------- | --------------------------- | ---- | --- | ------------ |
| 1  | TM | Lu Jianren    | 14 tháng 1, 1960 (24 tuổi)  | 1    |     | Beijing      |
| 2  | HV | Zhu Bo        | 24 tháng 9, 1960 (24 tuổi)  | 14   |     | August 1st   |
| 3  | HV | Lin Lefeng    | 16 tháng 10, 1955 (29 tuổi) | 51   |     | Liaoning     |
| 4  | TV | Lü Hongxiang  | 27 tháng 3, 1960 (24 tuổi)  | 16   |     | Tianjin City |
| 5  | HV | Jia Xiuquan   | 9 tháng 11, 1963 (21 tuổi)  | 15   |     | August 1st   |
| 6  | TV | Lin Qiang     | 13 tháng 1, 1960 (24 tuổi)  | 15   |     | Hubei        |
| 7  | TV | Gu Guangming  | 31 tháng 1, 1959 (25 tuổi)  | 36   |     | Guangdong    |
| 8  | TĐ | Zhao Dayu     | 17 tháng 1, 1961 (23 tuổi)  | 17   |     | Guangzhou    |
| 9  | TV | Zuo Shusheng  | 13 tháng 4, 1958 (26 tuổi)  | 42   |     | Tianjin City |
| 10 | TĐ | Li Hui        | 12 tháng 2, 1960 (24 tuổi)  | 14   |     | Beijing      |
| 11 | TĐ | Li Huayan     | 22 tháng 9, 1963 (21 tuổi)  | 11   |     | Liaoning     |
| 12 | HV | Chi Minghua   | 6 tháng 3, 1962 (22 tuổi)   | 6    |     | Guangdong    |
| 14 | TV | Wu Yuhua      | 1 tháng 12, 1960 (24 tuổi)  | 1    |     | Guangdong    |
| 15 | HV | Qin Guorong   | 1 tháng 5, 1961 (23 tuổi)   | 8    |     | Shanghai     |
| 16 | TĐ | Liu Haiguang  | 11 tháng 7, 1963 (21 tuổi)  | 9    |     | Shanghai     |
| 17 | TV | Yang Zhaohui  | 14 tháng 9, 1962 (22 tuổi)  | 2    |     | Beijing      |
| 19 | HV | Wang Dongning | 13 tháng 4, 1961 (23 tuổi)  | 0    |     | Shandong     |
| 22 | TM | Yang Ning     | 10 tháng 4, 1962 (22 tuổi)  | 13   |     | Guangdong    |

### Ấn Độ
Huấn luyện viên:  Milovan Ćirić

| Số | VT | Cầu thủ                | Ngày sinh (tuổi)            | Trận | Bàn | Câu lạc bộ       |
| -- | -- | ---------------------- | --------------------------- | ---- | --- | ---------------- |
| 1  | TM | Atanu Bhattacharya     |                             |      |     | Mohammedan       |
| 2  | HV | Pem Dorji              | 1 tháng 1, 1959 (25 tuổi)   |      |     | Mohammedan       |
| 3  | HV | Tarun Dey              |                             |      |     | East Bengal Club |
| 4  | HV | Sudip Chatterjee       | 5 tháng 2, 1959 (25 tuổi)   |      |     | East Bengal Club |
| 5  | HV | Krishnendu Roy         |                             |      |     | Mohun Bagan      |
| 6  | TV | Prasanta Banerjee      | 2 tháng 2, 1958 (26 tuổi)   |      |     | Mohun Bagan      |
| 7  | TV | Bikash Panji           |                             |      |     | Mohun Bagan      |
| 8  | TĐ | Krishanu Dey           | 1 tháng 1, 1962 (22 tuổi)   |      |     | Mohun Bagan      |
| 9  | TV | Narender Thapa         |                             |      |     | Bengal           |
| 10 | TĐ | Shabbir Ali            | 26 tháng 1, 1956 (28 tuổi)  |      |     | Mohammedan       |
| 11 | TĐ | Biswajit Bhattacharya  |                             |      |     | East Bengal Club |
| 12 | HV | Derrick Pereira        | 17 tháng 3, 1962 (22 tuổi)  |      |     | Salgaocar        |
| 14 | TV | Parminder Singh        | 5 tháng 5, 1957 (27 tuổi)   |      |     | JCT Mills        |
| 15 | TĐ | Babu Mani              |                             |      |     | Mohun Bagan      |
| 16 | HV | Subrata Bhattacharya   | 5 tháng 5, 1953 (31 tuổi)   |      |     | Mohun Bagan      |
| 17 | TV | Mauricio Afonso        | 16 tháng 11, 1961 (23 tuổi) |      |     | Dempo            |
| 18 | HV | Abdul Majeed Kakroo    |                             |      |     | Kashmir          |
| 20 | TM | Brahmanand Sankhwalkar | 6 tháng 3, 1955 (29 tuổi)   |      |     | Salgaocar        |

### Iran
Huấn luyện viên: Nasser Ebrahimi

| Số | VT | Cầu thủ                    | Ngày sinh (tuổi)            | Trận | Bàn | Câu lạc bộ      |
| -- | -- | -------------------------- | --------------------------- | ---- | --- | --------------- |
| 1  | TM | Behrouz Soltani            | 31 tháng 12, 1957 (26 tuổi) |      |     | Persepolis      |
| 2  | HV | Shahin Bayani              | 31 tháng 1, 1962 (22 tuổi)  |      |     | Esteghlal       |
| 3  | HV | Asghar Hajiloo             | 1 tháng 8, 1956 (28 tuổi)   |      |     | Esteghlal       |
| 4  | HV | Ahmad Sanjari              | 22 tháng 2, 1960 (24 tuổi)  |      |     | Homa            |
| 5  | HV | Mohammad Panjali           | 27 tháng 5, 1955 (29 tuổi)  |      |     | Persepolis      |
| 6  | TV | Zia Arabshahi              | 6 tháng 6, 1958 (26 tuổi)   |      |     | Persepolis      |
| 7  | TĐ | Nasser Mohammadkhani       | 7 tháng 9, 1957 (27 tuổi)   |      |     | Persepolis      |
| 8  | TV | Shahrokh Bayani            | 31 tháng 12, 1960 (23 tuổi) |      |     | Esteghlal       |
| 9  | TĐ | Hamid Derakhshan           | 13 tháng 1, 1958 (26 tuổi)  |      |     | Persepolis      |
| 10 | TĐ | Hamid Alidousti            | 1 tháng 1, 1956 (28 tuổi)   |      |     | Homa            |
| 11 | TĐ | Abdolali Changiz           | 13 tháng 3, 1959 (25 tuổi)  |      |     | Esteghlal       |
| 12 | HV | Mohammad Reza Shakourzadeh |                             |      |     | Shahin          |
| 14 | TV | Reza Ahadi                 | 30 tháng 11, 1962 (22 tuổi) |      |     | Esteghlal       |
| 15 | HV | Rahim Mirakhori            |                             |      |     | Bank Melli F.C. |
| 16 | TĐ | Jafar Mokhtarifar          | 7 tháng 9, 1957 (27 tuổi)   |      |     | Esteghlal       |
| 17 | TĐ | Gholamreza Fathabadi       |                             |      |     | Persepolis      |
| 18 | TV | Saeid Maragehchian         |                             |      |     | Esteghlal       |
| 22 | TM | Hafez Tahouni              |                             |      |     | Bank Melli F.C. |

### Singapore
Huấn luyện viên: Hussein Al-Junied

| Số | VT | Cầu thủ              | Ngày sinh (tuổi)           | Trận | Bàn | Câu lạc bộ            |
| -- | -- | -------------------- | -------------------------- | ---- | --- | --------------------- |
| 1  | TM | David Lee            | 10 tháng 4, 1958 (26 tuổi) |      |     |                       |
| 2  | TV | Lim Tang Boon        |                            |      |     |                       |
| 3  | HV | Norhalis Shafik      |                            |      |     | Geylang International |
| 4  | TV | Latif Rahman         |                            |      |     |                       |
| 5  | HV | Hazali Nasiron       |                            |      |     |                       |
| 6  | HV | Marzuki Elias        |                            |      |     |                       |
| 7  | TV | Darimosuvito Tokijan | 14 tháng 2, 1963 (21 tuổi) |      |     | Jurong Town           |
| 9  | TV | Au Yeong Pak Kuan    | 24 tháng 8, 1960 (24 tuổi) |      |     |                       |
| 10 | TĐ | Kuniuraman Kannan    |                            |      |     | Jurong Town           |
| 11 | TĐ | Razali Rashid        |                            |      |     | Farrer Park United    |
| 12 | TV | Malek Awab           | 11 tháng 1, 1961 (23 tuổi) |      |     | Farrer Park United    |
| 14 | TĐ | S. Ramu              |                            |      |     |                       |
| 15 | HV | Terry Pathmanathan   | 9 tháng 2, 1956 (28 tuổi)  |      |     | Pahang FA             |
| 16 | TV | Sudiat Dali          |                            |      |     | Geylang International |
| 17 | TĐ | Tay Peng Kee         |                            |      |     |                       |
| 18 | HV | Razali Saad          | 14 tháng 8, 1964 (20 tuổi) |      |     |                       |
| 22 | TM | Kumar Krishnan       |                            |      |     |                       |
| 23 | TM | Yakob Hashim         |                            |      |     | Police SA             |

### UAE
Huấn luyện viên:  Carlos Alberto Parreira

| Số | VT | Cầu thủ                   | Ngày sinh (tuổi)            | Trận | Bàn | Câu lạc bộ   |
| -- | -- | ------------------------- | --------------------------- | ---- | --- | ------------ |
| 1  | TM | Abdullah Musa Abdullah    | 2 tháng 3, 1958 (26 tuổi)   |      |     | Al-Alhi      |
| 2  | HV | Khalil Ghanim Mubarak     | 12 tháng 11, 1964 (20 tuổi) |      |     | Al-Khaleej   |
| 3  | HV | Hasan Ali Mohamed         |                             |      |     |              |
| 4  | HV | Mubarak Ghanim Mubarak    | 3 tháng 9, 1963 (21 tuổi)   |      |     | Al-Khaleej   |
| 5  | HV | Abdullah Ali Sultan       | 1 tháng 10, 1963 (21 tuổi)  |      |     | Al-Khaleej   |
| 6  | TĐ | Hasan Abdulwahab Al-Qadhi |                             |      |     |              |
| 7  | TĐ | Fahad Khamees Mubarak     | 24 tháng 1, 1962 (22 tuổi)  |      |     | Al-Wasl      |
| 8  | TV | Salah Rashid Mohamed      |                             |      |     |              |
| 9  | TV | Mohamed Salim Obeid       |                             |      |     |              |
| 10 | TĐ | Adnan Al-Talyani          | 30 tháng 10, 1964 (20 tuổi) |      |     | Al-Shaab CSC |
| 11 | TĐ | Salem Naseeb              |                             |      |     |              |
| 12 | HV | Abdulqader Othman         |                             |      |     |              |
| 15 | TV | Farooq Abdulrahman        |                             |      |     |              |
| 16 | TV | Mohamed Obaid Al-Zahiri   |                             |      |     |              |
| 18 | HV | Mohamed Salim Mubarak     | 1 tháng 1, 1968 (16 tuổi)   |      |     | Al-Alhi      |
| 20 | TV | Bader Ahmed Saleh         |                             |      |     |              |
| 22 | TM | Abdulqadir Hassan         | 15 tháng 4, 1962 (22 tuổi)  |      |     | Al-Shabab    |